# Adrian Popa
Adrian Dumitru Popa (Horezu, 24 de julio de 1988) es un futbolista rumano que juega como centrocampista y su equipo es el C. S. Concordia Chiajna de la Liga II.

## Trayectoria
Adrian Popa comenzó su carrera en las categorías inferiores del Politehnica Timișoara, antes de marcharse cedido al CS Buftea y al Gloria Buzău.
En julio de 2009, firmó un contrato con el Universitatea Cluj, con quien debutó en Liga I, pero la siguiente temporada Laurențiu Reghecampf convenció a Popa para fichar por el Concordia Chiajna. Con la llegada de Reghecampf al banquillo del Steaua de Bucarest, Popa fichó por el equipo de la capital.

## Selección nacional
Es internacional absoluto con Rumania.

## Clubes
| Club                            | País           | Año       |
| ------------------------------- | -------------- | --------- |
| Politehnica Timisoara           | Rumania        | 2005-2009 |
| CS Buftea (cedido)              | Rumania        | 2008      |
| FC Gloria Buzău (cedido)        | Rumania        | 2009      |
| Universitatea Cluj              | Rumania        | 2009-2010 |
| C. S. Concordia Chiajna         | Rumania        | 2010-2012 |
| Steaua Bucarest                 | Rumania        | 2012-2017 |
| Reading F. C.                   | Inglaterra     | 2017-2020 |
| Al-Taawoun F. C. (cedido)       | Arabia Saudita | 2018      |
| PFC Ludogorets Razgrad (cedido) | Bulgaria       | 2019      |
| FCSB (cedido)                   | Rumania        | 2019-2020 |
| F. C. Voluntari                 | Rumania        | 2020      |
| F. C. Academica Clinceni        | Rumania        | 2021      |
| CSA Steaua Bucarest             | Rumania        | 2021-2023 |
| C. S. Concordia Chiajna         | Rumania        | 2023-     |

## Palmarés

### Títulos nacionales
| Título                     | Club                   | País     | Año     |
| -------------------------- | ---------------------- | -------- | ------- |
| Liga I                     | Steaua Bucarest        | Rumania  | 2012-13 |
| Supercopa de Rumania       | Steaua Bucarest        | Rumania  | 2013    |
| Liga I                     | Steaua Bucarest        | Rumania  | 2013-14 |
| Copa de la liga de Rumania | Steaua Bucarest        | Rumania  | 2014-15 |
| Liga I                     | Steaua Bucarest        | Rumania  | 2014-15 |
| Copa de Rumania            | Steaua Bucarest        | Rumania  | 2014-15 |
| Copa de la liga de Rumania | Steaua Bucarest        | Rumania  | 2015-16 |
| Primera Liga de Bulgaria   | PFC Ludogorets Razgrad | Bulgaria | 2018-19 |